# MC Breed
Эрик Тайрон Брид (англ. Eric Tyrone Breed; 12 июня 1971 — 22 ноября 2008) более известный как MC Breed — американский рэпер, наиболее известный благодаря своим синглам «Ain’t No Future in Yo Frontin», который попал на 66 позицию Billboard Hot 100, и «Gotta Get Mine», совместно с 2Pac’ом, который поднялся на 6 место в Hot Rap Singles.

## Биография

### Ранние годы
Эрик родился в городе Флинт, Мичиган. Breed известен как первый коммерчески успешный рэпер на Midwest. Первый альбом MC Breed’а появился на свет совместно с рэп-группой DFC и был назван MC Breed & DFC на независимом лейбле, SDEG Records. Его дебютным альбомом был 20 Below, выпущенный в 1992’м, после чего в 1993’м он выпустил The New Breed. Он создал очень обширную дискографию и сделал длинную карьеру, которая временами была дико успешной, однако он и его музыка за всё это время ни разу не переходили в мейнстрим. Наиболее полюбившийся чартам альбом был Funkafied за 1994 год, который прыгнул на #106 место в Billboard Hot 200. За всю карьеру неоднократно работал с различными группами. Во время ранней карьеры с DFC, он с группой были полностью независимыми, поскольку были одной из первых групп с midwest. Тем не менее, позже он изменил свою музыку под West Coast звучание, используя всё больше элементов G-Funk и работая совместно с West Coast рэпером Too Short. Ещё чуть позднее, он вновь поменял свой стиль, на этот раз Dirty South альбомом Big Baller 1995 года.

### Карьера
Чтобы закрыть контракт с лейблом Wrap Records, Breed выпустил у них два альбома — To Da Beat Ch’all в 1996-м и Flatline в 1997-м. Уже в 1998’ом Breed подписал контракт с Power Records, которые были филиалом Roadrunner Records, и к 1999’у выпустил у них альбом под названием It’s All Good. Затем вышла компиляция 2 for the Show, созданная почти полностью самим Breed’ом. Сборник демонстрирует обильное сотрудничество со многими известными рэперами, такими как 2Pac, Too Short и многими другими, совместно с которыми Breed работал в этом году. В 2000’м Breed сыграл роль в фильме Dollar совместно с Shannon Greer. Также сделал soundtrack для фильма, в котором присутствует один из его самых горячих хитов — «Ain’t No Future In Yo' Frontin'». В этом-же году Breed совместно с Too Short, Richie Rich, Bootleg из The Dayton Family и многими другими рэперами выпустил компиляцию под названием The Thugz, Vol. 1. В конечном итоге, это был его последний релиз с лейбла Power Records.
В 2001 году Breed выпустил свой 13 альбом, The Fharmacist, на совершенно новом и независимом лейбле, находившемся в Детройте, с названием «Fharmacy Records». Альбом содержит сингл «Let’s Go To The Club», спродюсированный при поддержке Jazze Pha и Bootleg из группы The Dayton Family. Альбом содержал информационный вкладыш, в котором было много информации по поводу предстоящих релизов, включая информацию о совместном альбоме Breed’а и Bootleg’а, выпущенном их группой «Flintstones». Также, рекламу фильма, сопровождающегося саундтреком «Got To Get Mine», в котором сыграл Breed. Более ни одного альбома не было выпущено на этом лейбле. Fharmacy Records вскоре развалились.
Breed вновь появляется в 2004. Чтобы выпустить альбом The New Prescription, он заключает контракт на Urban Music Zone Entertainment, филиалом Psychopathic Records. Записанный совместно с рэпером Esham, который в то время был подписан на Psychopathic Records, альбом вышел в августе этого года. Релиз не был особо продвигаемым, однако был сделан видеоклип на единственный сингл — «Rap Game».

### Тюрьма
11 мая 2006 Breed был приговорён к году тюрьмы за нарушение условного срока в виде неуплаты алиментов в размере более $200,000. 3 апреля 2008 года Breed был арестован во Флинте, во время раздачи им автографов в одном из магазинов.

### Смерть
5 сентября 2008 года рэпер был госпитализирован и положен под систему жизнеобеспечения, после того как у него случился коллапс от отказа почек во время игры в баскетбол. 22 ноября Эрик умер во сне, во время пребывания у друга дома в Ипсиланти, Мичиган. Сообщается, что смерть была вызвана в результате осложнений после отказа почек.

### Невыпущенные записи
До своей кончины, Breed собирался выпустить DVD диск с документальным фильмом о своей жизни. Он должен был называться «Where Is MC Breed?». Также, он работал над новым альбомом под названием The Original Breed: Swag Heavy, который должен был быть выпущен на его бывшем лейбле, Ichiban Records. Для работы над проектами, Эрик привлекал многих своих друзей и знакомых, в список которых входили: продюсеры Erotic D, Ant Banks, Jazze Pha, Colin Wolfe; рэперы The D.O.C., Spice 1 и Too Short. В сентябре 2008-го, к тому моменту когда Эрик вышел из больницы после двух дней пребывания на системе искусственной поддержки жизни, Breed заявил, что альбом уже готов наполовину. Согласно источникам из MLive.com, Breed записал свой последний трек буквально за 2 дня перед кончиной. Он называется «Everyday I Wait» и записывался совместно с Tha Outlawz.

## Дискография

### Студийные альбомы
| Год                                                                    | Альбом               | Позиция в чартах | Позиция в чартах | Позиция в чартах |
| Год                                                                    | Альбом               | U.S.             | U.S. Hip-Hop     |                  |
| ---------------------------------------------------------------------- | -------------------- | ---------------- | ---------------- | ---------------- |
| 1991                                                                   | MC Breed & DFC       | 142              | 38               |                  |
| 1992                                                                   | 20 Below             | 155              | 40               |                  |
| 1993                                                                   | The New Breed        | 156              | 17               |                  |
| 1994                                                                   | Funkafied            | 106              | 9                |                  |
| 1995                                                                   | Big Baller           | 143              | 17               |                  |
| 1996                                                                   | To Da Beat Ch’all    | -                | 34               |                  |
| 1997                                                                   | Saucy                | -                | -                |                  |
| 1997                                                                   | Flatline             | -                | 48               |                  |
| 1999                                                                   | It’s All Good        | 180              | 41               |                  |
| 2000                                                                   | The Thugz, Vol. 1    | -                | 64               |                  |
| 2000                                                                   | Rare Breed           | -                | -                |                  |
| 2001                                                                   | The Fharmacist       | -                | -                |                  |
| 2004                                                                   | The New Prescription | -                | -                |                  |
| «—» означает что альбом не попал в чарты или не был выпущен официально |                      |                  |                  |                  |

### Компиляции
| Год  | Альбом              |
| ---- | ------------------- |
| 1995 | The Best of Breed   |
| 1999 | 2 for the Show      |
| 2002 | Chopped and Screwed |
| 2004 | The Mix Tape        |
| 2007 | The Hits            |

### Запись на чужих треках
- 1994: «Sesshead Funky Junky» (с 8Ball & MJG альбома On the Outside Looking In)